# Fußball-Weltmeisterschaft 1962/Gruppe B
Spiele der Gruppe B der Fußball-Weltmeisterschaft 1962.
| Pl. | Land           | Sp. | S | U | N | Tore    | Diff. | Punkte |
| --- | -------------- | --- | - | - | - | ------- | ----- | ------ |
| 1.  | BR Deutschland | 3   | 2 | 1 | 0 | 004:100 | +3    | 05:10  |
| 2.  | Chile          | 3   | 2 | 0 | 1 | 005:300 | +2    | 04:20  |
| 3.  | Italien        | 3   | 1 | 1 | 1 | 003:200 | +1    | 03:30  |
| 4.  | Schweiz        | 3   | 0 | 0 | 3 | 002:800 | −6    | 0:60   |

## Chile – Schweiz 3:1 (1:1)
| Chile                                                                      | Chile | Schweiz | Schweiz |
| -------------------------------------------------------------------------- | --- | --- | ------- |
| Chile                                                                      | \| 1. Spieltag \| \| 30. Mai 1962 um 15:00 Uhr in Santiago de Chile (Estadio Nacional de Chile) \| \| Zuschauer: 65.006 \| \| Schiedsrichter: Ken Aston ( England) \| \| Spielbericht \|                   | \| 1. Spieltag \| \| 30. Mai 1962 um 15:00 Uhr in Santiago de Chile (Estadio Nacional de Chile) \| \| Zuschauer: 65.006 \| \| Schiedsrichter: Ken Aston ( England) \| \| Spielbericht \|                           | Schweiz |
| Chile                                                                      | Misael Escuti – Luis Eyzaguirre, Raúl Sánchez, Sergio Navarro – Carlos Contreras, Eladio Rojas – Jaime Ramírez, Jorge Toro, Honorino Landa, Alberto Fouillioux, Leonel Sánchez Cheftrainer: Fernando Riera | Karl Elsener – André Grobéty, Fritz Morf – Heinz Schneiter, Ely Tacchella, Hans Weber – Charles Antenen , Norbert Eschmann, Rolf Wüthrich, Philippe Pottier, Anton Allemann Cheftrainer: Karl Rappan ( Österreich) | Schweiz |
| Chile                                                                      | 1:1 L.Sánchez (43.) 2:1 Ramírez (51.) 3:1 L.Sánchez (56.) | 0:1 Wüthrich (7.) | Schweiz |
| 1. Spieltag                                                                | | |         |
| 30. Mai 1962 um 15:00 Uhr in Santiago de Chile (Estadio Nacional de Chile) | | |         |
| Zuschauer: 65.006                                                          | | |         |
| Schiedsrichter: Ken Aston ( England)                                       | | |         |
| Spielbericht                                                               | | |         |

## Italien – BR Deutschland 0:0
| Italien                                                                    | Italien | BR Deutschland | BR Deutschland |
| -------------------------------------------------------------------------- | --- | --- | -------------- |
| Italien                                                                    | \| 1. Spieltag \| \| 31. Mai 1962 um 15:00 Uhr in Santiago de Chile (Estadio Nacional de Chile) \| \| Zuschauer: 65.440 \| \| Schiedsrichter: Bobby Davidson ( Schottland) \| \| Spielbericht \|                            | \| 1. Spieltag \| \| 31. Mai 1962 um 15:00 Uhr in Santiago de Chile (Estadio Nacional de Chile) \| \| Zuschauer: 65.440 \| \| Schiedsrichter: Bobby Davidson ( Schottland) \| \| Spielbericht \|          | BR Deutschland |
| Italien                                                                    | Lorenzo Buffon – Giacomo Losi, Enzo Robotti – Cesare Maldini, Sandro Salvadore, Luigi Radice – Gianni Rivera, Giorgio Ferrini, José Altafini, Omar Sívori, Giampaolo Menichelli Cheftrainer: Paolo Mazza / Giovanni Ferrari | Wolfgang Fahrian – Hans Nowak, Karl-Heinz Schnellinger – Willi Schulz, Herbert Erhardt, Horst Szymaniak – Hans Sturm, Helmut Haller, Uwe Seeler, Hans Schäfer , Albert Brülls Cheftrainer: Sepp Herberger | BR Deutschland |
| 1. Spieltag                                                                | | |                |
| 31. Mai 1962 um 15:00 Uhr in Santiago de Chile (Estadio Nacional de Chile) | | |                |
| Zuschauer: 65.440                                                          | | |                |
| Schiedsrichter: Bobby Davidson ( Schottland)                               | | |                |
| Spielbericht                                                               | | |                |

## Chile – Italien 2:0 (0:0)
| Chile                                                                      | Chile | Italien | Italien |
| -------------------------------------------------------------------------- | --- | --- | ------- |
| Chile                                                                      | \| 2. Vorrundenspieltag \| \| 2. Juni 1962 um 15:00 Uhr in Santiago de Chile (Estadio Nacional de Chile) \| \| Zuschauer: 66.057 \| \| Schiedsrichter: Ken Aston ( England) \| \| Spielbericht \|           | \| 2. Vorrundenspieltag \| \| 2. Juni 1962 um 15:00 Uhr in Santiago de Chile (Estadio Nacional de Chile) \| \| Zuschauer: 66.057 \| \| Schiedsrichter: Ken Aston ( England) \| \| Spielbericht \|              | Italien |
| Chile                                                                      | Misael Escuti – Luis Eyzaguirre, Raúl Sánchez, Sergio Navarro , Carlos Contreras – Eladio Rojas, Leonel Sánchez, Jorge Toro – Jaime Ramírez, Honorino Landa, Alberto Fouillioux Cheftrainer: Fernando Riera | Carlo Mattrel – Sandro Salvadore, Enzo Robotti, Mario David, Francesco Janich – Paride Tumburus, Giorgio Ferrini – Bruno Mora , Humberto Maschio, José Altafini, Giampaolo Menichelli Cheftrainer: Paolo Mazza | Italien |
| Chile                                                                      | 1:0 Jaime Ramírez (73.) 2:0 Jorge Toro (87.) | | Italien |
| Chile                                                                      | Platzverweise: Ferrini (7.,Tätlichkeit), David (41., Revanchefoul) | | Italien |
| Chile                                                                      | Das Spiel ging als Schlacht von Santiago in die Fußballgeschichte ein, da es von beiden Seiten mit großer Brutalität geführt wurde.                                                                         | | Italien |
| 2. Vorrundenspieltag                                                       | | |         |
| 2. Juni 1962 um 15:00 Uhr in Santiago de Chile (Estadio Nacional de Chile) | | |         |
| Zuschauer: 66.057                                                          | | |         |
| Schiedsrichter: Ken Aston ( England)                                       | | |         |
| Spielbericht                                                               | | |         |

## BR Deutschland – Schweiz 2:1 (1:0)
| Deutschland                                                                | Deutschland | Schweiz | Schweiz |
| -------------------------------------------------------------------------- | --- | --- | ------- |
| Deutschland                                                                | \| 2. Spieltag \| \| 3. Juni 1962 um 15:00 Uhr in Santiago de Chile (Estadio Nacional de Chile) \| \| Zuschauer: 64.922 \| \| Schiedsrichter: Leo Horn ( Niederlande) \| \| Spielbericht \|                    | \| 2. Spieltag \| \| 3. Juni 1962 um 15:00 Uhr in Santiago de Chile (Estadio Nacional de Chile) \| \| Zuschauer: 64.922 \| \| Schiedsrichter: Leo Horn ( Niederlande) \| \| Spielbericht \|                                                       | Schweiz |
| Deutschland                                                                | Wolfgang Fahrian – Hans Nowak, Karl-Heinz Schnellinger – Willi Schulz, Herbert Erhardt, Horst Szymaniak – Willi Koslowski, Helmut Haller, Uwe Seeler, Hans Schäfer , Albert Brülls Cheftrainer: Sepp Herberger | Karl Elsener – André Grobéty, Heinz Schneiter – Richard Dürr, Ely Tacchella, Hans Weber – Charles Antenen , Norbert Eschmann (45. verletzt ausgeschieden), Rolf Wüthrich, Roger Vonlanthen, Anton Allemann Cheftrainer: Karl Rappan ( Österreich) | Schweiz |
| Deutschland                                                                | 1:0 Brülls (44.) 2:0 Seeler (60.) | 2:1 Schneiter (75.) | Schweiz |
| 2. Spieltag                                                                | | |         |
| 3. Juni 1962 um 15:00 Uhr in Santiago de Chile (Estadio Nacional de Chile) | | |         |
| Zuschauer: 64.922                                                          | | |         |
| Schiedsrichter: Leo Horn ( Niederlande)                                    | | |         |
| Spielbericht                                                               | | |         |

## BR Deutschland – Chile 2:0 (1:0)
| BR Deutschland                                                             | BR Deutschland | Chile | Chile |
| -------------------------------------------------------------------------- | --- | --- | ----- |
| BR Deutschland                                                             | \| 3. Spieltag \| \| 6. Juni 1962 um 15:00 Uhr in Santiago de Chile (Estadio Nacional de Chile) \| \| Zuschauer: 67.224 \| \| Schiedsrichter: Bobby Davidson ( Schottland) \| \| Spielbericht \|                 | \| 3. Spieltag \| \| 6. Juni 1962 um 15:00 Uhr in Santiago de Chile (Estadio Nacional de Chile) \| \| Zuschauer: 67.224 \| \| Schiedsrichter: Bobby Davidson ( Schottland) \| \| Spielbericht \|        | Chile |
| BR Deutschland                                                             | Wolfgang Fahrian – Hans Nowak, Karl-Heinz Schnellinger – Willi Schulz, Herbert Erhardt, Horst Szymaniak – Engelbert Kraus, Willi Giesemann, Uwe Seeler, Hans Schäfer , Albert Brülls Cheftrainer: Sepp Herberger | Misael Escuti – Luis Eyzaguirre, Raúl Sánchez, Sergio Navarro – Carlos Contreras, Eladio Rojas – Jaime Ramírez, Mario Moreno, Honorino Landa, Armando Tobar, Leonel Sánchez Cheftrainer: Fernando Riera | Chile |
| BR Deutschland                                                             | 1:0 Szymaniak (22., Foulelfmeter) 2:0 Seeler (82.) | | Chile |
| 3. Spieltag                                                                | | |       |
| 6. Juni 1962 um 15:00 Uhr in Santiago de Chile (Estadio Nacional de Chile) | | |       |
| Zuschauer: 67.224                                                          | | |       |
| Schiedsrichter: Bobby Davidson ( Schottland)                               | | |       |
| Spielbericht                                                               | | |       |

## Italien – Schweiz 3:0 (1:0)
| Italien                                                                    | Italien | Schweiz | Schweiz |
| -------------------------------------------------------------------------- | --- | --- | ------- |
| Italien                                                                    | \| 3. Spieltag \| \| 7. Juni 1962 um 15:00 Uhr in Santiago de Chile (Estadio Nacional de Chile) \| \| Zuschauer: 59.828 \| \| Schiedsrichter: Nikolai Latyschew ( Sowjetunion) \| \| Spielbericht \|                  | \| 3. Spieltag \| \| 7. Juni 1962 um 15:00 Uhr in Santiago de Chile (Estadio Nacional de Chile) \| \| Zuschauer: 59.828 \| \| Schiedsrichter: Nikolai Latyschew ( Sowjetunion) \| \| Spielbericht \|            | Schweiz |
| Italien                                                                    | Lorenzo Buffon – Giacomo Losi, Enzo Robotti – Cesare Maldini, Sandro Salvadore, Luigi Radice – Bruno Mora, Giacomo Bulgarelli, Angelo Sormani, Omar Sívori, Ezio Pascutti Cheftrainer: Paolo Mazza / Giovanni Ferrari | Karl Elsener – André Grobéty, Heinz Schneiter – Richard Dürr, Ely Tacchella, Hans Weber – Charles Antenen , Eugen Meier, Rolf Wüthrich, Roger Vonlanthen, Anton Allemann Cheftrainer: Karl Rappan ( Österreich) | Schweiz |
| Italien                                                                    | 1:0 Mora (2.) 2:0 Bulgarelli (65.) 3:0 Bulgarelli (68.) | | Schweiz |
| 3. Spieltag                                                                | | |         |
| 7. Juni 1962 um 15:00 Uhr in Santiago de Chile (Estadio Nacional de Chile) | | |         |
| Zuschauer: 59.828                                                          | | |         |
| Schiedsrichter: Nikolai Latyschew ( Sowjetunion)                           | | |         |
| Spielbericht                                                               | | |         |